# Amballur
Amballur es una ciudad censal situada en el distrito de Ernakulam en el estado de Kerala (India). Su población es de 11358 habitantes (2011). Se encuentra a 19 km de Cochín y a 46 km de Alappuzha.

## Demografía
Según el censo de 2011 la población de Amballur era de 11358 habitantes, de los cuales 5537 eran hombres y 5821 eran mujeres. Amballur tiene una tasa media de alfabetización del 97,23%, superior a la media estatal del 94%: la alfabetización masculina es del 98,95%, y la alfabetización femenina del 95,62%.